# Epupa (Wahlkreis)
Der Wahlkreis Epupa ist ein Wahlkreis im Westen der Region Kunene in Namibia. Er hat knapp 26.500 Einwohner (Stand 2023) auf einer Fläche von 23.617 Quadratkilometern.
Kreissitz ist die gleichnamige Ansiedlung Epupa.

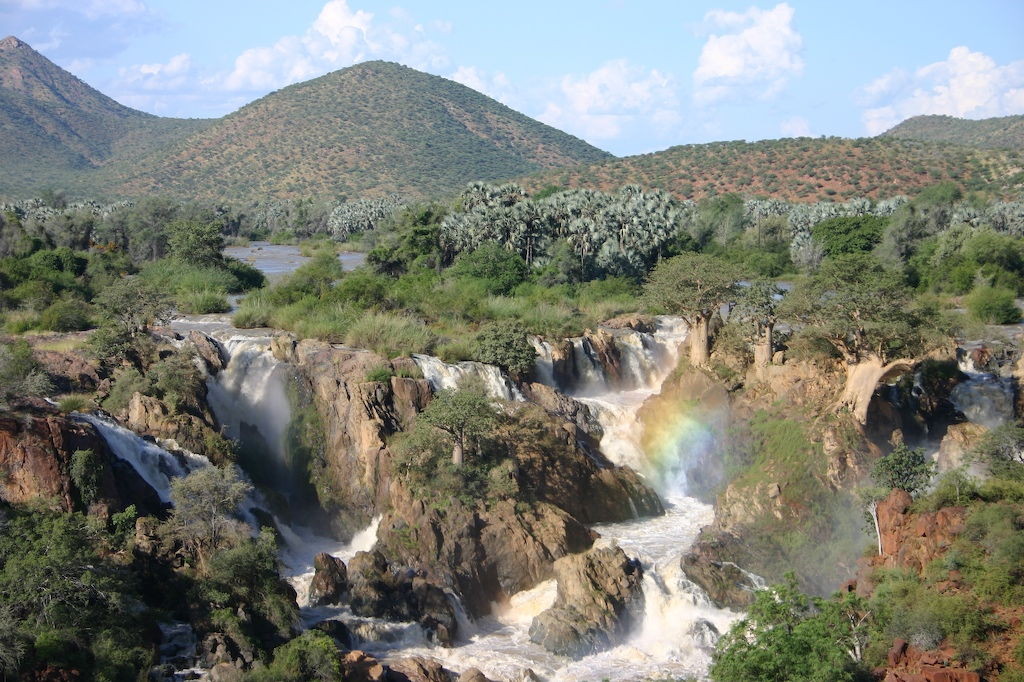
Epupafälle im Wahlkreis

## Wahlen
| Wahl | Name               | Partei | Stimmenanteil |
| ---- | ------------------ | ------ | ------------- |
| 1998 | Jonna Mbururua     | DTA    | 84,2 %        |
| 2004 | Jonna Mburura      | DTA    | 52,9 %        |
| 2010 | Nguzu Muharukua    | DTA    | 50,0 %        |
| 2015 | Nguzu Muharukua    | DTA    | 52,6 %        |
| 2020 | Tjimuntambo Kuooko | PDM    | 58,9 %        |